# 孔延龄
孔延龄，北宋兖州曲阜县（今山东省曲阜市）人，孔子四十五代孙，文宣公孔仁玉（曲阜孔氏中兴祖）之孙，应城主簿孔冕之子。
宋真宗大中祥符元年（1008年），宋真宗封禅泰山（天书封祀），至阙里祭祀孔子，改曲阜县为仙源县。加諡孔子為玄聖文宣王，追封孔子父叔梁紇為齊國公，母顏氏為魯國太夫人。孔延龄作为孔子后裔，以習學究被赐同学究出身。擢孔圣佑為太常寺奉禮郎，又錄其近屬進士孔謂同《三傳》出身，習進士孔延祐、習學究孔延渥、孔延魯与孔延龄一样，並同學究出身，共賜銀二百兩、絹三百匹，以充奉祠廟。孔延龄有一子孔宗旦，在侬智高之乱时遇害。